# Liste der Monuments historiques in Dolcourt
Die Liste der Monuments historiques in Dolcourt führt die Monuments historiques in der französischen Gemeinde Dolcourt auf.

## Liste der Objekte
| Bezeichnung                      | Beschreibung                                       | Standort                                 | Kennzeichnung | Schutzstatus | Datum | Bild |
| -------------------------------- | -------------------------------------------------- | ---------------------------------------- | ------------- | ------------ | ----- | ---- |
| Skulptur Johannes der Täufer     | Stein, farbig gefasst, Anfang des 16. Jahrhunderts | in der Kapelle St-Jean-de-Cotance (Lage) | PM54000192    | Classé       | 1981  |      |
| Skulptur Madonna mit Kind        | Stein, farbig gefasst, Anfang des 16. Jahrhunderts | in der Kapelle St-Jean-de-Cotance (Lage) | PM54001503    | Inscrit      | 1980  |      |
| Skulptur eines heiligen Bischofs | Stein, farbig gefasst, 16. Jahrhundert             | in der Kapelle St-Jean-de-Cotance (Lage) | PM54001504    | Inscrit      | 1980  |      |